# ファイナルファンタジー (OVA)
『ファイナルファンタジー』（Final Fantasy、北米版タイトル：Final Fantasy: Legend of the Crystals）は、1994年に発売されたOVA。『ファイナルファンタジーV』の200年後という舞台設定で、建物などの描写に大きな違いがあるものの、クリスタルを守るために悪と戦う勇者という構図は継承されている。「風の章」、「炎の章」、「竜の章」、「星の章」の全4巻からなる。

## ストーリー
宇宙暦カリ・ユガ1000神年。双子衛星を従えた惑星Rでは、クリスタルをめぐるエクスデスと勇者達との戦いから200年が経ち、人々は平和に暮らしていた。そんな中、200年前に世界を救った勇者バッツの子孫である少女リナリーは、風の神殿にあるはずの風のクリスタルに異変を感じ、幼馴染の少年プリッツとともに風の神殿へ向かうことになる。

## 登場人物

### 主要人物
プリッツ（Prettz）
声 - 松本梨香
本作の主人公。リナリーとは幼なじみで、同じ村に住む青い髪の少年。バイクを乗り回し、自分の背丈と同じぐらいの長さがある刀「菊千代丸」を愛用し敵と戦う。
リナリー（Linaly）
声 - 皆口裕子
『FFV』の主人公・バッツの子孫に当たる青い髪の少女。風のクリスタルが体内に入り込んでしまい、敵から追われることになる。召喚士だが、実力は未熟のためピンク色のチョコボしか喚び出すことができない。巨大魚キサナと仲が良い。
ルージュ（Rouge）
声 - 平野文
飛空艇プリンプリン号に乗って財宝を探し回る海賊団のリーダーで、露出度の高い衣装を着た美女。群島ルージュ・アイランドを根城にしている。何十人もいる海賊団の部下「マッチョガールズ」はみな女性だが、ルージュとは違って一様にマッチョな体形をしている（声 - 高乃麗、荒木香恵、中村尚子）。
バルカス（Valkus）
声 - 千葉繁
タイクーン王国の飛空艇部隊「鉄の翼」の隊長。あらゆる銃を使いこなす技能を持つ。部下のガッシュ副長（声 - 中博史）と共に部隊を率い、クリスタルを守る任務に赴く。後にルージュに捕らえられた際、彼女に一目惚れしてしまう。

### その他の人物
ハシム（Hassam）
声 - 富山敬
リナリーの祖父。風のクリスタルの異変を感じ取り、孫娘のリナリーと共に風の神殿へ向かうが、道中で身体を壊してしまい、リナリー達に後を託す。
女王レナ（Queen Lenna）
声 - 笠原弘子
タイクーン王国を治める女王。『FFV』の同名キャラクターの子孫にあたるが、本作の女王レナは大人の女性として登場する。物語の冒頭で、家臣の老青魔道士（声 - 辻村真人）と共に風のクリスタルの異変に気付く。塔の地下に眠る飛龍（声 - 松井摩味）の伝説を知る人物。
ミド（Mid）
声 - 小桜エツ子
『FFV』の同名キャラクターの亡霊。200年前、祖父シド（声 - 石川ひろあき）の死の直後、墓前に突如現れたラーデビルによってシドの脳を奪われ、自らも殺害される。その後、無念を残したまま成仏できず祖父の脳を取り戻すために霊体となって200年間彷徨い、風のクリスタルに取り憑いていた。
ラーデビル（Ra Devil）
声 - 緒方賢一
クリスタルの力を狙う謎の人物。宇宙を司る暗黒神デスギュノスへと進化するためクリスタルを次々と奪い、空に浮かぶ「黒い月」より機械兵のデスギュノス軍をリナリー達に差し向ける。
終盤ではプリッツたちの前に立ちはだかる。当初は岩石の集合体のような姿だったが、最終話では機械と肉塊を融合させたような不気味な形態となる。圧倒的なパワーとタフネスで4人を苦戦させたがリナリーの力の前に倒されて崖下へと落下して行った。後に復活を果たし、リナリーの背後から襲い掛かる。しかし、それに気づいていたプリッツが飛び掛かり、最期は一刀両断にされて消滅した。
この他、『FFV』のキャラクターであったバッツ、レナ、ガラフ、ファリス、クルルらも、ミドの200年前の回想シーンやエピローグにて霊体の姿で、ミドやシドと共に少しだけ姿を見せている（容姿は本編と異なっている）。

## 発売日
- Episode 1 - 風の章：1994年3月21日
- Episode 2 - 炎の章：1994年5月21日
- Episode 3 - 竜の章：1994年6月21日
- Episode 4 - 星の章：1994年7月21日

## スタッフ
一部の巻にのみ関与しているスタッフについては、1 - 4巻をそれぞれ「風」、「炎」、「竜」、「星」と表記する。
- 製作 - 宇都宮健一郎
- プロデューサー - 白川洋次郎、大徳哲雄、高江勇次
- 総合プロデューサー - 尾形善朋
- 制作プロデューサー - 丸山正雄
- シリーズ監督 - りんたろう
- 監督 - りんたろう（風/星）、神田直人（炎）、大久保富彦（竜）
- 助監督 - 神田直人（風/星）、田中洋之（炎/竜）
- シリーズ構成 - あかほりさとる
- 脚本 - あかほりさとる（風/星/竜）、関島眞頼（炎）
- キャラクターデザイン - 兼森義則、桜井邦彦（以上4巻とも）、田崎聡（星）
- 美術監督 - 金子英俊
- 作画監督 - 桜井邦彦（風/竜）、君塚勝教（炎）、田崎聡（星）
- 監修 - 坂口博信、植松伸夫
- 編集 - 尾形治敏、伊藤勇喜子、寺内聡
- 音響監督 - 本田保則
- 音楽 - 佐藤允彦
- アニメーション制作 - マッドハウス
- 製作 - NTT出版
- 企画協力 - 集英社Vジャンプ

## 主題歌
主題歌「風水紀行」
作詞 - 阿字谷蹴人（読みは「あじや けると」、谷川雁の別名） / 作曲 - 佐藤允彦 / 歌 - 木津茂里、小川美潮（コーラス）

## 関連商品

### サウンドトラック
コロムビアミュージックエンタテインメントより発売
- ファイナルファンタジー「風の章」「炎の章」サウンドトラック - 1994年5月21日発売
- ファイナルファンタジー「竜の章」「星の章」サウンドトラック - 1994年7月21日発売

### コミック
- Vジャンプブックス アニメコミックス ファイナルファンタジー（ISBN 978-4-08-806004-0, 978-4-08-806005-7） - 本作のセルアニメコミック版。